# Єгорень
Єгорень (рум. Egoreni) — село в Молдові у Сороцькому районі. Утворює окрему комуну.